# Таијуан
Таијуан (太原) град је Кини у покрајини Шанси. Према процени из 2009. у граду је живело 2.786.596 становника.

## Становништво
Према процени, у граду је 2009. живело 2.786.596 становника.
| 1990.     | 2000.     | 2009.     |
| --------- | --------- | --------- |
| 1.514.347 | 1.768.530 | 2.786.596 |

## Партнерски градови
- Кемниц
- Лонсестон
- Химеџи
- Њукасл на Тајну
- Сиктивкар